# Gil Blas (Zeitschrift)

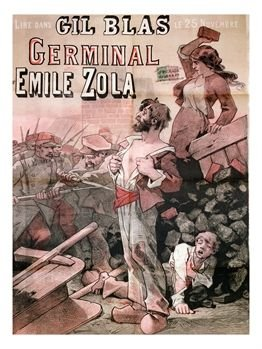
Germinal. Werbeplakat für den Abdruck des Romans von Émile Zola im Gil Blas vom 25. November 1884

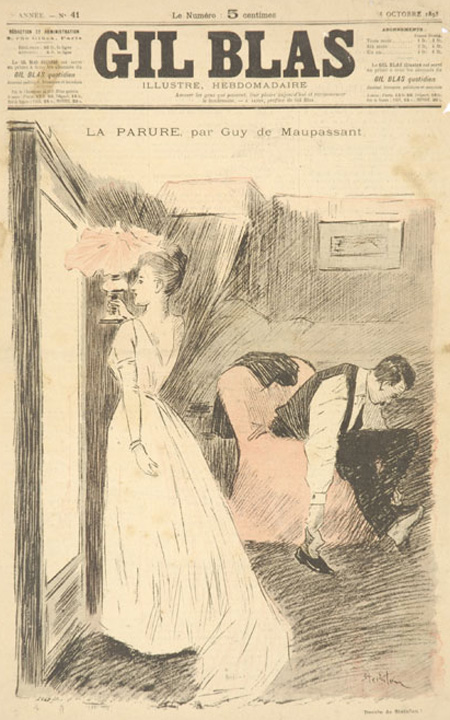
La Parure, Titelseite des Gil Blas vom 8. Oktober 1893

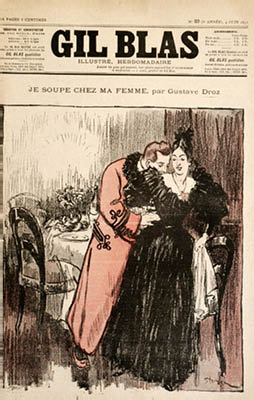

Gil Blas war ein in Paris erscheinendes, französischsprachiges Periodikum, das vom 19. November 1879 bis zum 4. August 1914 täglich, vom 20. Januar 1921 bis zum März 1940 sporadisch erschien. Gründer der vor allem literarisch und kulturell ausgerichteten Publikation war der Journalist und Zeitungsherausgeber Auguste Dumont, der zuvor unter anderem auch Le Figaro geleitet hatte. Die ab 1885 erscheinende wöchentliche Beilage Gil Blas illustré hatte großen Anteil am Erfolg der Zeitschrift. Sie prägte allein schon mit dem wöchentlich wechselnden ganzseitigen Titelbild einen neuen Stil illustrierter Zeitschriften. Damit wurde sie etwa das Vorbild für die deutsche Satirezeitschrift Simplicissimus. Gil Blas erregte allerdings von Anfang an auch das Missfallen der „Hüter der öffentlichen Moral“.
Gil Blas (benannt nach dem gleichnamigen satirischen Roman von Alain-René Lesage) publizierte unter anderem in Fortsetzungen Émile Zolas Romane Germinal und L’Œuvre oder den von „zehn Händen“ gemeinsam verfassten Roman X... roman impromptu. Als Autoren betätigten sich George Auriol, Tristan Bernard, Georges Courteline, Guy de Maupassant, Jules Renard und Pierre Veber.

## Weitere bekannte Beiträger
- Paul Arène
- Jules Barbey d’Aurevilly
- Émile Bergerat
- Léon Bloy
- Paul Bourget
- Alfred Bruneau
- Robert Caze
- Léon Cladel
- Maurice Couyba
- Charles Desteuque
- Georges Docquois
- Émile Goudeau
- Albert Guillaume
- Abel Hermant
- Clovis Hugues
- Henri Lavedan
- Maurice Lefebvre-Lourdet
- Camille Lemonnier
- René Maizeroy
- Hector Malot
- Catulle Mendès
- Georges Ohnet
- Richard O'Monroy
- Jean Richepin
- Henri Rochefort
- Pauline Savari
- Théophile-Alexandre Steinlen
- Jules Vallès
- Louis Vauxcelles
- Auguste de Villiers de L’Isle-Adam